# トラップ 凍える死体
『トラップ 凍える死体』（トラップ こごえるしたい、原題: Ófærð、英題: Trapped）は、2015年から放送されているアイスランドのテレビドラマシリーズ。アイスランドの田舎町シグルフィヨルズルで起きた殺人事件の真相に迫る。原作・制作はバルタザール・コルマウクル、出演はオラフル・ダッリ・オラフソン、リムル・クリスチャンスドッティルなど。音楽はヨハン・ヨハンソン、ヒドゥル・グドナドッティルが務めた。アイスランドでは2015年12月27日からRÚVで放送された。日本では2016年5月25日からAXNミステリーでシーズン1が放送され、2020年11月7日からNetflixでシーズン2が配信された。2021年には本作のスピンオフである『Entrapped』がNetflixで配信予定となっている。

## あらすじ
厳しい寒さが続くアイスランドの田舎町シグルフィヨルズル。ある日、漁船が身元不明の惨殺死体を発見する。猛吹雪により町が孤立する中、地元の警察官3人が捜査に乗り出す。

## キャスト
アンドリ
演 - オラフル・ダッリ・オラフソン
シグルフィヨルズルの警察署長。
ヒンリカ
演 - リムル・クリスチャンスドッティル
女性警察官。
アウスゲイル
演 - イングヴァール・エッゲルト・シーグルソン
男性警察官。
エイリク
演 - ソルステイン・グンナルソン
アグネスの父。
アグネス
演 - ニーナ・デーグ・フィリッポスドッティル
アンドリの元妻。レイキャビクに住んでいる。
カールセン
演 - ビャールネ・ヘンリックセン
フェリーの船長。
ヒヨルトゥル
演 - バルタザール・ブレーキ・サンペル
ダグニーの恋人。火事でダグニーを失い、頭に火傷の痕がある。
トラウスティ・エイナルソン
演 - ビョルン・フリーヌル・ハラルドソン
レイキャビク警察本部の犯罪捜査局長。
シグルドゥル
演 - ソルステイン・バフマン
港湾長。グズムンドゥルの息子。
フラーフェン
演 - パルミ・ゲストソン
シグルフィヨルズルの市長。元警察署長。
レイヴル
演 - ヨハン・シグルサルソン
水産加工場のオーナー。マリアの父。
コルブルン
演 - シグルン・エッダ・ビョンスドッティル
フラーフェンの妻。
アルディス
演 - ステイヌン・オリーナ・ソルステインスドッテイル
教師。シグルドゥルの妻。ヒャルマルと浮気している。
ソーヒルドゥル
演 - ハンナ・マリア・カールスドッティル
アグネスの母。
Freyja
演 - オーラフィア・フロン・ヨンスドッティル
ヒヨルトゥルの母。
シグヴァルディ
演 - ルナル・フレイア・ギースラソン
アグネスの新しい恋人。
ソーヒルドゥル
演 - エルバ・マリア・ビルギスドッティル
アンドリとアグネスの長女。
ペルラ
演 - ジュリア・グイドゥルン・ラヴィサ・ヘンジェ
アンドリとアグネスの次女。
バルドゥル
演 - グジョン・ペデルセン
ヒンリカのパートナー。
ローフェイ
演 - カトラ・M・ソルゲイシュドッティル
アグネスの姉妹。
ヨハンナ
演 - ジャスミン・ドゥファ・ピット
ローフェイの娘。
ヨナス
演 - ビュータス・ナルブタス
リトアニアの人身売買業者。
ジョイ
演 - グレース・アキエン
ナイジェリアの女性。
ニシャディ
演 - マルタ・クエンタール
ナイジェリアの女性。ジョイの妹。
ドワリン・クヌッセン
演 - ハンス・トーガル
フェリーの機関士。
アヤニケ
演 - ゲオルク・レイテ・デ・オリベイラ・サントス
フェリーのシェフ。
マリア
演 - リルヤ・ノート
フラーフェンの同僚。レイヴルの娘。
マギー
演 - ヨン・ペトルソン
マリアの息子。
グッドニ
演 - クリストヤン・フランクリン・マグヌス
ホテルのオーナー。
フリドリック・ダビッドソン
演 - マグヌス・ラグナーソン
議員。
グズムンドゥル
演 - シグルズル・カールソン
漁師。シグルドゥルの父。
ヒャルマル
演 - アイステイン・シグルサルソン
学校で働く若者。アルディスの浮気相手。
ロギヴァルドゥル
演 - シグルグル・スクーラソン
車いすの男。
ソフィア
演 - サルカ・ソル・アイフェルド
ヨハンナの友人。
ソール
演 - ヨエル・セームンズソン
レイキャビク警察本部の捜査員。
Ævar
演 - アルナル・ヨンソン
レイキャビク警察本部の高官。
Ragna
演 - グイドラン・ギスラドッティル
ジャーナリスト。
ゲイルムンドゥル・ヨンソン
演 - ステファン・ヨンソン
被害者の一人。
ダグニー
演 - ラン・イーショルド・エイシュテインスドッティル
火事で無くなった女性。エイリクとソーヒルドゥルの娘で、アグネスの姉妹。

## エピソード
| シーズン | シーズン | 話数 | 話数 | 放送期間      | 放送期間      |
| シーズン | シーズン | 話数 | 話数 | 初回放送      | 最終回放送    |
| -------- | -------- | ---- | ---- | ------------- | ------------- |
|          | 1        | 10   | 10   | 2016年2月13日 | 2016年3月13日 |
|          | 2        | 10   | 10   | 2019年2月16日 | 2019年3月16日 |

### シリーズ1 (2016)
| 通算 話数 | タイトル                                | 監督                 | 脚本                                                                        | 放送日        | UK視聴者数 (百万人) |
| --------- | --------------------------------------- | -------------------- | --------------------------------------------------------------------------- | ------------- | ------------------- |
| 1         | "エピソード1" "Þáttur 1 (Episode 1)"    | Baltasar Kormákur    | Sigurjón Kjartansson & Clive Bradley                                        | 2016年2月13日 | 1.27                |
| 2         | "エピソード2" "Þáttur 2 (Episode 2)"    | Baldvin Zophoníasson | Sigurjón Kjartansson, Clive Bradley & Jóhann Ævar Grímsson                  | 2016年2月13日 | 1.12                |
| 3         | "エピソード3" "Þáttur 3 (Episode 3)"    | Baldvin Zophoníasson | Sigurjón Kjartansson, Clive Bradley & Ólafur Egilsson                       | 2016年2月20日 | 0.97                |
| 4         | "エピソード4" "Þáttur 4 (Episode 4)"    | Baldvin Zophoníasson | Sigurjón Kjartansson, Clive Bradley, Ólafur Egilsson & Jóhann Ævar Grímsson | 2016年2月20日 | 0.92                |
| 5         | "エピソード5" "Þáttur 5 (Episode 5)"    | Óskar Thór Axelsson  | Sigurjón Kjartansson, Clive Bradley & Ólafur Egilsson                       | 2016年2月27日 | 0.97                |
| 6         | "エピソード6" "Þáttur 6 (Episode 6)"    | Börkur Sigþórsson    | Sigurjón Kjartansson, Clive Bradley & Jóhann Ævar Grímsson                  | 2016年2月27日 | 0.93                |
| 7         | "エピソード7" "Þáttur 7 (Episode 7)"    | Óskar Thór Axelsson  | Sigurjón Kjartansson, Clive Bradley, Ólafur Egilsson & Jóhann Ævar Grímsson | 2016年3月6日  | 1.09                |
| 8         | "エピソード8" "Þáttur 8 (Episode 8)"    | Óskar Thór Axelsson  | Sigurjón Kjartansson, Clive Bradley, Ólafur Egilsson & Jóhann Ævar Grímsson | 2016年3月6日  | 1.08                |
| 9         | "エピソード9" "Þáttur 9 (Episode 9)"    | Börkur Sigþórsson    | Sigurjón Kjartansson & Clive Bradley                                        | 2016年3月13日 | 1.11                |
| 10        | "エピソード10" "Þáttur 10 (Episode 10)" | Baltasar Kormákur    | Sigurjón Kjartansson & Clive Bradley                                        | 2016年3月13日 | 1.05                |

### シリーズ2 (2019)
| 通算 話数 | タイトル                                | 監督                | 脚本                                                        | 放送日        | UK視聴者数 (百万人) |
| --------- | --------------------------------------- | ------------------- | ----------------------------------------------------------- | ------------- | ------------------- |
| 11        | "エピソード1" "Þáttur 1 (Episode 1)"    | Baltasar Kormákur   | Clive Bradley & Sigurjón Kjartansson                        | 2019年2月16日 | 1.31                |
| 12        | "エピソード2" "Þáttur 2 (Episode 2)"    | Börkur Sigþórsson   | Clive Bradley                                               | 2019年2月16日 | 1.12                |
| 13        | "エピソード3" "Þáttur 3 (Episode 3)"    | Börkur Sigþórsson   | Margrét Örnólfsdóttir, Sigurjón Kjartansson & Clive Bradley | 2019年2月23日 | 1.04                |
| 14        | "エピソード4" "Þáttur 4 (Episode 4)"    | Ugla Hauksdóttir    | Sigurjón Kjartansson & Clive Bradley                        | 2019年2月23日 | 0.99                |
| 15        | "エピソード5" "Þáttur 5 (Episode 5)"    | Börkur Sigþórsson   | Clive Bradley                                               | 2019年3月2日  | 0.94                |
| 16        | "エピソード6" "Þáttur 6 (Episode 6)"    | Börkur Sigþórsson   | Sigurjón Kjartansson & Clive Bradley                        | 2019年3月2日  | 0.95                |
| 17        | "エピソード7" "Þáttur 7 (Episode 7)"    | Ugla Hauksdóttir    | Holly Phillips, Sigurjón Kjartansson & Clive Bradley        | 2019年3月9日  | 0.91                |
| 18        | "エピソード8" "Þáttur 8 (Episode 8)"    | Óskar Thór Axelsson | Sigurjón Kjartansson & Clive Bradley                        | 2019年3月9日  | 0.91                |
| 19        | "エピソード9" "Þáttur 9 (Episode 9)"    | Óskar Thór Axelsson | Clive Bradley                                               | 2019年3月16日 | 0.86                |
| 20        | "エピソード10" "Þáttur 10 (Episode 10)" | Baltasar Kormákur   | Sigurjón Kjartansson & Clive Bradley                        | 2019年3月16日 | 0.86                |

## 製作
本作はRUV（アイスランド）、BBC（イギリス）、 ZDF（ドイツ）、 France Televisions（フランス）、SVT（スウェーデン）、DR(デンマーク)、YLE(フィンランド）などヨーロッパの放送局の共同出資で製作された。制作はアイスランドのRVKスタジオが担当した。

## 評価

### 批評
本作の第1シーズンは批評集積サイトのRotten Tomatoesに8件のレビューがあり、批評家支持率は100%、平均点は10点満点で8.0点となっている。